# 서울신서초등학교
서울신서초등학교(서울新西初等學校)는 대한민국 서울특별시 양천구 신정동에 있는 공립 초등학교이다.

## 학교 연혁
- 1987년 7월 9일 설립인가(36학급).
- 1987년 8월 5일 초대 정강규 교장 취임.
- 1987년 9월 10일 35학급 편성(남 1150명, 여 1,086명, 계 2,236명).
- 1987년 10월 22일 서울신서초등학교 개교식.
- 1991년 9월 1일 제2대 신동호 교장 취임.
- 1992년 10월 23일 방송실 개관.
- 1993년 3월 2일 예절교실 설치.
- 1995년 11월 16일 급식 실시.
- 1996년 3월 1일 제3대 권석주 교장 취임.
- 1996년 6월 4일 학교운영위원회 구식.
- 1999년 3월 1일 제4대 김근흠 교장 취임.
- 2001년 9월 11일 도서실 전산화 구축.
- 2003년 3월 1일 제5대 조천식 교장 부임.
- 2004년 1월 17일 어학실(1), 수준별 교실(1), 멀티미디어실(1), 컴퓨터실(2), 도서실(1) 준공.
- 2004년 8월 30일 과학실 리모델링 사업.
- 2004년 10월 30일 도서실 활성화 사업.
- 2005년 8월 31일 보건실 현대화 완료.
- 2007년 3월 1일 제6대 김용한 교장 부임.
- 2010년 2월 8일 신서초등학교 체육관 개관.
- 2011년 3월 1일 제7대 이길영 교장 부임.
- 2012년 2월 2일 신서오케스트라 창단.
- 2012년 12월 12일 제1회 신서오케스트라 정기연주회 개최.
- 2013년 3월 15일 도서실 리모델링 개관식.
- 2013년 6월 5일 야생화 단지 ‘들꽃사랑’ 조성.
- 2013년 9월 2일 실과실 개관.
- 2013년 12월 21일 특별실(영어전용교실, 방과후교실)증축 공사 준공.
- 2014년 3월 3일 돌봄교실 ( 전용교실1실, 겸용교실1실 ) 운영.
- 2014년 3월 25일 영어전용교실, 방과후교실, 돌봄교실 개관식.
- 2014년 9월 1일 제8대 한인택 교장 취임.
- 2015년 1월 20일 장애인 편의시설 설치.
- 2015년 1월 25일 돌봄 겸용교실 1실 추가 조성.
- 2016년 2월 15일 제29회 졸업식 ( 남 128명, 여 122명, 계 250명) - 총10538명.
- 2017년 2월 17일 제30회 졸업식 ( 남 109명, 여 125명, 계 234명) - 총10772명.
- 2017년 3월 1일 43학급 편성 .( 남 570명, 여 548명, 계 1,118명 )
- 2017년 3월 1일 제9대 이명숙 교장 취임.
- 2020년 제 10대 이원심 교장 취임.
- 2023년 9월 1일 제 11대 김동숙 교장 취임.
- 2023년 12월 이상철 보안관 선생님 은퇴.

- 서울신서초등학교 - 한국교육학술정보원 학교알리미